# Llista de bestiari popular de Catalunya
Llista del bestiari popular de Catalunya que compta amb fitxa a l'Agrupació del Bestiari Festiu i Popular de Catalunya o forma part d'alguna Festa tradicional d'interès nacional o Festa d'interès turístic nacional:
| Nom                                             | Gènere/espècie                         | Localitat                                | Antiguitat                                       | Foto                                                              | Fitxa                                            |
| ----------------------------------------------- | -------------------------------------- | ---------------------------------------- | ------------------------------------------------ | ----------------------------------------------------------------- | ------------------------------------------------ |
| Apocaleus, drac de Vallirana                    | Drac de dos caps o més                 | Vallirana                                | 2001                                             |                                                                   | «drac-apocaleus-de-vallirana».                   |
| Bou Carrasquet                                  | Bou                                    | Torrelles de Llobregat                   | 2009                                             |                                                                   | «451».                                           |
| Camell                                          | Camell                                 | Molins de Rei                            | 1981                                             | Camell de Molins de Rei                                           | «el-camell».                                     |
| Carpafera                                       | Peix                                   | Martorell                                | 1995                                             |                                                                   | [ 2 ]                                            |
| Cavallot de Petras Albas                        | Mulassa                                | Corbera de Llobregat                     | 1995                                             |                                                                   | «227».                                           |
| Corb de Corbera del Llobregat                   | Corb                                   | Corbera de Llobregat                     | 1993                                             |                                                                   | «44».                                            |
| Cuc de Molins de Rei                            | Cuca llarga de foc                     | Molins de Rei                            | 1994/1995                                        |                                                                   | «298».                                           |
| Drac de Sant Andreu de la Barca                 | Drac                                   | Sant Andreu de la Barca                  | 1990                                             |                                                                   | «290».                                           |
| Drac de Sant Feliu de Llobregat                 | Drac                                   | Sant Feliu de Llobregat                  | 1985                                             | Drac de Sant Feliu de Llobregat                                   | «152».                                           |
| Drac Gar-i-Got                                  | Drac                                   | Castelldefels                            | 1985                                             |                                                                   | «gar-i-got».                                     |
| Drac La Cua de Drac                             | Drac                                   | Cornellà de Llobregat                    | 1997                                             |                                                                   | «268».                                           |
| Drac l'Enforcat de Cornellà                     | Drac                                   | Cornellà de Llobregat                    | 1989/91                                          |                                                                   | «318».                                           |
| Drac Olivé                                      | Drac                                   | Olesa de Montserrat                      | 2003/4                                           |                                                                   | «266».                                           |
| Drac Pepitu de Sant Boi                         | Drac                                   | Sant Boi de Llobregat                    | 1991                                             |                                                                   | «360».                                           |
| Drac Rifenyo                                    | Drac                                   | Sant Just Desvern                        | 2008                                             | Drac Rifenyo                                                      | «380».                                           |
| Drac Rubricatus                                 | Drac                                   | Sant Boi de Llobregat                    | 2001                                             |                                                                   | «362».                                           |
| Drac Rufino                                     | Drac                                   | Sant Boi de Llobregat                    | 1996                                             |                                                                   | «363».                                           |
| Drac vell de Sant Andreu de la Barca            | Drac                                   | Sant Andreu de la Barca                  | 1981                                             |                                                                   | «383».                                           |
| Garsa                                           | Ocell                                  | Sant Feliu de Llobregat                  | 1982                                             |                                                                   | «185».                                           |
| Lleó Brumot                                     | Lleó                                   | Gavà                                     | 1998                                             |                                                                   | «43».                                            |
| Mamut Venux                                     | Bèstia de foc                          | Sant Vicenç dels Horts                   | 1996                                             |                                                                   | «309».                                           |
| Murtrassa                                       | Anguila                                | Gavà                                     | 1982                                             |                                                                   | «253».                                           |
| Mussolet de Gavà                                | Mussol                                 | Gavà                                     | 2007                                             |                                                                   | «372».                                           |
| Pollo del Prat de Llobregat                     | Gall                                   | El Prat de Llobregat                     | 1991                                             | Pollo del Prat del Llobregat                                      | «91».                                            |
| Vaca Galejada                                   | Vaca                                   | Torrelles de Llobregat                   | 2009                                             |                                                                   | «452».                                           |
| Barcelonès                                      |                                        |                                          |                                                  |                                                                   |                                                  |
| Àliga de Barcelona                              | Àliga                                  | Barcelona                                | 1989                                             | Àliga de Barcelona                                                | «175».                                           |
| Arpella de Barcelona                            | Aus                                    | Barcelona                                | 1989                                             |                                                                   | «17».                                            |
| Bou de Barcelona                                | Bou                                    | Barcelona                                | 1993                                             | Bou de Barcelona                                                  | «79».                                            |
| Ca Cèrber Bretolàs                              | Ca Cèrber                              | Barcelona (Sant Andreu)                  | 2006                                             | Ca Cèrber Bretolàs                                                | «334».                                           |
| Cavallets Cotoners de Barcelona                 | Cavallets                              | Barcelona                                | 1932                                             | Cavallets Cotoners de Barcelona                                   | «75».                                            |
| Dofí del Casc Antic                             | Drac                                   | Barcelona                                | 2000                                             | Dofí del Casc Antic                                               | «19».                                            |
| Drac Baldufa                                    | Drac                                   | Badalona                                 | 1998                                             |                                                                   | «167».                                           |
| Drac Baró de Nou Barris                         | Drac                                   | Barcelona                                | 1986                                             | Drac Baró de Nou Barris                                           | «169».                                           |
| Drac Blai, el Devastador de Terres              | Drac                                   | Santa Coloma de Gramenet                 | 1990                                             |                                                                   | «70».                                            |
| Drac Can Sofre                                  | Drac                                   | Badalona                                 | 2003                                             |                                                                   | «166».                                           |
| Drac Capallà                                    | Drac                                   | Barcelona (Horta-Guinardó)               | 1990                                             | Drac Capallà                                                      | «48».                                            |
| Drac de Ciutat Vella                            | Drac                                   | Barcelona                                | 1987                                             | Drac de Ciutat Vella                                              | «80».                                            |
| Drac Ferregot                                   | drac                                   | Badalona                                 |                                                  |                                                                   |                                                  |
| Drac Gaudiamus del Coll                         | Drac                                   | Barcelona                                | 1999                                             |                                                                   | «223».https://www.bestiari.cat/figura/gaudiamus/ |
| Drac de Gràcia                                  | Drac reptant                           | Barcelona                                | 1981                                             | Drac de Gràcia                                                    | «20».                                            |
| Drac de l'Ateneu Popular de Nou Barris          | Drac                                   | Barcelona                                | 1986                                             |                                                                   | «57».                                            |
| Drac Nela                                       | Dragona                                | Santa Coloma de Gramenet                 | 2005                                             |                                                                   | «304».                                           |
| Drac de Sant Josep de Calasanç                  | Drac                                   | Barcelona                                |                                                  |                                                                   | «39».                                            |
| Drac de Sants                                   | Drac                                   | Barcelona                                |                                                  |                                                                   | «58».                                            |
| Drac de Sarrià                                  | Drac                                   | Barcelona                                | 1989                                             | El Drac de Sarrià, els caps es diuen Monterols, Tibidabo i Putxet | «59».                                            |
| Drac El Més Petit de Tots                       | Drac                                   | Badalona                                 | 1983                                             |                                                                   | «163».                                           |
| Drac Estarrufat                                 | Drac                                   | Barcelona (Poblenou)                     | 1985                                             | Drac Estarrufat                                                   | «210».                                           |
| Drac Farfolla de la Sagrada Família             | Drac                                   | Barcelona                                | 1998                                             |                                                                   | «234».                                           |
| Drac Fumera                                     | Drac                                   | Badalona                                 | 2005                                             |                                                                   | «265».                                           |
| Drac infantil d'Horta Jussà                     | Drac                                   | Barcelona                                |                                                  |                                                                   | «49».                                            |
| Drac Jove de Gràcia                             | Drac reptant                           | Barcelona                                | 2004                                             |                                                                   | «168».                                           |
| Drac La Meri                                    | Drac                                   | Barcelona                                | 1992                                             |                                                                   | «60».                                            |
| Drac Sagresaure                                 | Dinosaure                              | Barcelona                                | 1992                                             | Drac Sagresaure                                                   | «67».                                            |
| Drac Tarasca                                    | Drac                                   | Barcelona                                | 1993                                             | Drac Tarasca                                                      | «81».                                            |
| Drac Trempat                                    | Drac                                   | Badalona                                 | 1983                                             |                                                                   | «164».                                           |
| Drac Volador de la Sagrera                      | Drac                                   | Barcelona                                | 1984                                             |                                                                   | «68».                                            |
| Dragolins Xarop, Pomada i Xeringueta            | Dragolins                              | Badalona                                 | 2002                                             |                                                                   | «162».                                           |
| Dragona Satània                                 | Drac                                   | L'Hospitalet de Llobregat                | 2004                                             |                                                                   | «205».                                           |
| Dragonetes Satanietes (6 figures)               | Drac                                   | L'Hospitalet de Llobregat                | 2006/7                                           |                                                                   | «381».                                           |
| Estarrufadet, drac petit del Poble Nou          | Drac                                   | Barcelona                                | 1997                                             | Estarrufadet, drac petit del Poble Nou                            | «208».                                           |
| Falcó Niku (Nikulau, l'au)                      | Falcó                                  | Barcelona                                | 2007                                             |                                                                   | «371».                                           |
| Griu de Barcelona                               | Griu                                   | Barcelona                                | 1994                                             | Griu de Barcelona al correfoc de la Mercè 2012                    | «82».                                            |
| Lleó de Barcelona                               | Lleó                                   | Barcelona                                | 1993                                             | Lleó de Barcelona                                                 | «199».                                           |
| Mosquit Tigre de Can Baró                       | Insecte                                | Barcelona                                | 2014                                             |                                                                   |                                                  |
| Mulassa de Barcelona                            | Mulassa                                | Barcelona                                | 1988                                             | Mulassa de Barcelona                                              | «229».                                           |
| Porca de Sant Antoni                            | Porc                                   | Barcelona (Sant Antoni)                  | 1995                                             | Porca de Sant Antoni                                              | «231».                                           |
| Rata de Bellvitge                               | Rata                                   | L'Hospitalet de Llobregat                | 1994/6                                           |                                                                   | «92».                                            |
| Tolc, la bèstia del Clot                        | Gàrjola voladora                       | Barcelona                                | 1995                                             | Tolc, la bèstia del Clot                                          | «95».                                            |
| Víbria de Barcelona                             | Víbria                                 | Barcelona                                | 1993                                             | Víbria de Barcelona                                               | «18».                                            |
| Víbria de Nou Barris                            | Víbria                                 | Barcelona                                | 2004                                             |                                                                   | «239».                                           |
| Víbria del Poble Nou                            | Víbria                                 | Barcelona                                | 1992                                             | Víbria del Poble Nou                                              | «41».                                            |
| Víbria Trempada                                 | Víbria                                 | Badalona                                 | 1990                                             |                                                                   | «165».                                           |
| Camp de Tarragona                               |                                        |                                          |                                                  |                                                                   |                                                  |
| Nom                                             | Gènere/espècie                         | Localitat                                | Antiguitat                                       | Foto                                                              | Fitxa                                            |
| Àliga de Montblanc                              | Àliga                                  | Montblanc                                | 1981                                             | Àliga de Montblanc                                                | «10».                                            |
| Àliga de Reus                                   | Àliga                                  | Reus                                     | 26 de juny 1996                                  | Àliga de Reus                                                     | «32».                                            |
| Àliga de Torredembarra                          | Àliga                                  | Torredembarra                            | 1993                                             |                                                                   | «9».                                             |
| Aligot de Montblanc                             | Àliga                                  | Montblanc                                | 1993                                             | Aligot de Montblanc                                               | «333».                                           |
| Basilisc                                        | Híbrid (gall, gripau i serp).          | Reus                                     | 15 de Setembre del 2007                          | Basilisc                                                          | «412».                                           |
| Boc de Vandellòs                                | Bèstia de foc                          | Vandellòs                                | 2004                                             |                                                                   | «295».                                           |
| Bou de Reus                                     | Bou                                    | Reus                                     | 2004                                             |                                                                   | «145».                                           |
| Bous de foc Reus                                | Bèstia de foc                          | Reus                                     | 2011                                             |                                                                   | «455».                                           |
| Cabra de Reus                                   | Cabra                                  | Reus                                     | 2004                                             | Cabra de Reus                                                     | «61».                                            |
| Cap de Drac                                     | Drac                                   | L'Espluga de Francolí                    |                                                  |                                                                   | «305».                                           |
| Cavallets de Reus                               | Cavallets                              | Reus                                     | 21 de juny de 1998                               | Ball de Cavallets1                                                | «31».                                            |
| Cavallets de Torredembarra                      | Cavallets                              | Torredembarra                            | 1994                                             |                                                                   | «7».                                             |
| Cuc Llumenot                                    | Cuca                                   | Perafort                                 | 2006                                             |                                                                   | «351».                                           |
| Cuca del Pi de Puig-pelat                       | Cuca fera                              | Puigpelat                                | 1989                                             |                                                                   | «45».                                            |
| Cuca Llumeneta                                  | Cuca                                   | Perafort                                 | 2000                                             |                                                                   | «350».                                           |
| Cucafera de Reus                                | Cucafera                               | Reus                                     | 14 juny 2014                                     |                                                                   |                                                  |
| Cuquetes del Pi de Puigpelat                    | Cuca                                   | Puigpelat                                | 2006                                             |                                                                   | «340».                                           |
| Diabló de la Selva del Camp                     | Insecte                                | La Selva del Camp                        | 2000                                             |                                                                   | «110».                                           |
| Drac de Duesaigües                              | Drac                                   | Duesaigües                               | 2001                                             |                                                                   | «134».                                           |
| Drac de Montblanc                               | Drac                                   | Montblanc                                | 1981                                             | Drac de Montblanc                                                 | «153».                                           |
| Drac de Reus                                    | Drac                                   | Reus                                     | 1992                                             | Drac de Reus                                                      | «62».                                            |
| Drac de Valls                                   | Drac                                   | Valls                                    | 1985                                             |                                                                   | «97».                                            |
| Drac del Morell                                 | Drac                                   | El Morell                                | 1994                                             |                                                                   | «418».                                           |
| Drac Petit de Montblanc                         | Drac                                   | Montblanc                                | 2006                                             |                                                                   | «331».                                           |
| Drac Petit de Reus                              | Drac                                   | Reus                                     | 2003                                             |                                                                   | «63».                                            |
| Drac Petit de Valls                             | Drac                                   | Valls                                    | 1990                                             |                                                                   | «98».                                            |
| Dragonina                                       | Drac                                   | Constantí                                | 1986                                             |                                                                   | «429».                                           |
| Farnaca                                         | Aus                                    | Cambrils                                 | 2006                                             |                                                                   | «424».                                           |
| Lleó de Reus                                    | Lleó                                   | Reus                                     | 2004                                             |                                                                   | «159».                                           |
| Lluert                                          | Reptils                                | Castellvell del Camp                     | 2009                                             |                                                                   | «433».                                           |
| Lo peix de Bellmunt                             | Peix                                   | Bellmunt del Priorat                     | 2007                                             |                                                                   | «361».                                           |
| Mulassa de Montblanc                            | Mulassa                                | Montblanc                                | 1981                                             | Mulassa de Montblanc                                              | «222».                                           |
| Mulassa de Tarragona                            | Mulassa                                | Tarragona                                | 1987                                             | Mulassa de Tarragona                                              | «221».                                           |
| Mulassa de Torredembarra                        | Mulassa                                | Torredembarra                            | 1995                                             |                                                                   | «8».                                             |
| Mulassa de Valls                                | Mulassa                                | Valls                                    | 1987                                             |                                                                   | «99».                                            |
| Mulassa dels Pallaresos                         | Mulassa                                | Els Pallaresos                           | 2007                                             |                                                                   | «391».                                           |
| Mulassa petita de Valls                         | Mulassa                                | Valls                                    | 2000                                             |                                                                   | «100».                                           |
| Mulassa Petita de Tarragona                     | Mulassa                                | Tarragona                                | 2002                                             |                                                                   | «321».                                           |
| Mulasseta de Torredembarra                      | Mulassa                                | Torredembarra                            | 2004                                             |                                                                   | «174».                                           |
| Mussol de l'Espluga de Francolí                 | Mussol                                 | L'Espluga de Francolí                    | 1996                                             |                                                                   | «37».                                            |
| Ós de Valls                                     | Ós                                     | Valls                                    | 1999                                             |                                                                   | «101».                                           |
| Senglar de l'Espluga de Francolí                | Senglar                                | L'Espluga de Francolí                    | 1992                                             |                                                                   | «36».                                            |
| Turcs i cavallets de Tarragona                  | Cavallets                              | Tarragona                                | 1990                                             |                                                                   | «77».                                            |
| Víbria de Reus                                  | Víbria                                 | Reus                                     | 2007                                             | Víbria de Reus                                                    | «370».                                           |
| Víbria Serrallenca de Tarragona                 | Víbria                                 | Tarragona                                | 1993                                             | Víbria Serrallenca de Tarragona                                   | «176».                                           |
| Vibrieta de Tarragona                           | Víbria infantil                        | Tarragona                                | 2006                                             |                                                                   | «339».                                           |
| Xaloc                                           | Bèstia de foc                          | Salou                                    | 2002                                             |                                                                   | «375».                                           |
| Zeuzera Pyrina                                  | Cuca                                   | El Morell                                | 1991                                             |                                                                   | «419».                                           |
| Catalunya Central                               |                                        |                                          |                                                  |                                                                   |                                                  |
| Nom                                             | Gènere/espècie                         | Localitat                                | Antiguitat                                       | Foto                                                              | Fitxa                                            |
| Turcs i cavallets de Berga                      | Cavallets                              | Berga                                    | 1890                                             |                                                                   |                                                  |
| Guita Grossa                                    | Mulassa                                | Berga                                    |                                                  | Guita Grossa                                                      |                                                  |
| Àliga de Berga                                  | Àliga                                  | Berga                                    | 1756                                             |                                                                   |                                                  |
| Asmodeu                                         | Drac                                   | Manresa                                  |                                                  |                                                                   | «136».                                           |
| Bou de Manresa                                  | Bou                                    | Manresa                                  |                                                  |                                                                   | «137».                                           |
| Bou Mascart                                     | Bou                                    | Malla                                    | 2008                                             |                                                                   | «393».                                           |
| Cavallets de Malla                              | Cavallets                              | Malla                                    |                                                  |                                                                   | «396».                                           |
| Cavallets de Sant Jordi de Manresa              | Cavallets                              | Manresa                                  |                                                  |                                                                   | «76».                                            |
| Cavallets d'Igualada                            | Cavallets                              | Igualada                                 |                                                  | Cavallets d'Igualada                                              | «366».                                           |
| Coll Llarg de Manresa                           | Mulassa                                | Manresa                                  |                                                  |                                                                   | «139».                                           |
| Drac d'Igualada                                 | Drac                                   | Igualada                                 |                                                  | Drac d'Igualada                                                   | «64».                                            |
| Drac de Capellades                              | Drac                                   | Capellades                               |                                                  |                                                                   | «125».                                           |
| Drac de Malla                                   | Drac                                   | Malla                                    |                                                  |                                                                   | «397».                                           |
| Drac de Manresa                                 | Drac                                   | Manresa                                  |                                                  | Drac de Manresa                                                   | «235».                                           |
| Drac Draqui Fogueró                             | Drac                                   | La Llacuna                               |                                                  | Drac Draqui Fogueró                                               | «345».                                           |
| Drac Flameus                                    | Drac                                   | Igualada                                 |                                                  | Drac Flameus                                                      | «72».                                            |
| Drac Mal Llamp                                  | Drac                                   | Igualada                                 | 1989                                             | Drac Mal Llamp                                                    | «71».                                            |
| Drac Vicentó                                    | Drac                                   | Sant Vicenç de Castellet                 |                                                  |                                                                   | «416».                                           |
| Dracgall                                        | Gall                                   | Castellgalí                              | 2009                                             |                                                                   | «480».                                           |
| Falcó Horus                                     | Falcó                                  | Malla                                    |                                                  |                                                                   | «421».                                           |
| Gall Sol                                        | Gall                                   | Malla                                    |                                                  |                                                                   | «398».                                           |
| Gàrgola                                         | Drac                                   | Manresa                                  |                                                  |                                                                   | «250».                                           |
| Mulassa de Manresa                              | Mulassa                                | Manresa                                  |                                                  |                                                                   | «140».                                           |
| Nas de Sutge                                    | Guita                                  | Manresa                                  |                                                  |                                                                   | «138».                                           |
| Oca del Novenari                                | Oca                                    | Malla                                    |                                                  |                                                                   | «400».                                           |
| Ós Urs d'Orsal                                  | Ós                                     | Malla                                    |                                                  |                                                                   | «395».                                           |
| Paó Zel                                         | Paó                                    | Malla                                    |                                                  |                                                                   | «405».                                           |
| Ruc Català de Malla                             | Ruc                                    | Malla                                    |                                                  |                                                                   | «401».                                           |
| Senglar La Fera                                 | Senglar                                | Olost                                    |                                                  |                                                                   | «343».                                           |
| Senyor Porc Verro de la Plana                   | Porc                                   | Malla                                    |                                                  |                                                                   | «394».                                           |
| Tremenda                                        | Víbria                                 | Manresa                                  |                                                  |                                                                   | «251».                                           |
| Víbria de Manresa                               | Víbria                                 | Manresa                                  |                                                  | Víbria de Manresa                                                 | «236».                                           |
| Víbria d'Igualada                               | Víbria                                 | Igualada                                 |                                                  | Víbria d'Igualada                                                 | «65».                                            |
| Voraxcis                                        | Figura mitològica                      | Igualada                                 |                                                  | Voraxcis d'Igualada                                               | «422».                                           |
| Xerric, drac petit d'Igualada                   | Drac                                   | Igualada                                 |                                                  | Drac Xerric                                                       | «66».                                            |
| Àliga de Solsona                                | Àliga                                  | Solsona                                  | 1956                                             | Àliga de Solsona                                                  |                                                  |
| Bou de Solsona                                  | Bou                                    | Solsona                                  | 1956                                             |                                                                   |                                                  |
| Cavallets de Solsona                            | Cavallets                              | Solsona                                  | Posteriors 1940                                  |                                                                   |                                                  |
| Drac de Solsona                                 | Drac                                   | Solsona                                  | 1692                                             | Drac de Solsona                                                   |                                                  |
| Draca                                           |                                        | Solsona                                  | 1984                                             | Draca                                                             | [ 13 ]                                           |
| Mulassa de Solsona                              | Mulassa                                | Solsona                                  | 1691                                             | Mulassa de Solsona                                                |                                                  |
| Ossos de Solsona                                |                                        | Solsona                                  | 1727                                             |                                                                   |                                                  |
| Xut                                             |                                        | Solsona                                  | 1981                                             | Xut                                                               | [ 16 ]                                           |
| drac buferot                                    | bestiar de foc                         | igualada                                 | 2003                                             |                                                                   |                                                  |
| Penedès i Garraf                                |                                        |                                          |                                                  |                                                                   |                                                  |
| Nom                                             | Gènere/espècie                         | Localitat                                | Antiguitat                                       | Foto                                                              | Fitxa                                            |
| Aguilot de Bonastre                             | Bèstia de foc                          | Bonastre                                 | 2010                                             |                                                                   | «445».                                           |
| Àliga de Vilafranca del Penedès                 | Àliga                                  | Vilafranca del Penedès                   | Finals Segle XVI                                 |                                                                   | «188».                                           |
| Àliga de Sitges                                 | Àliga                                  | Sitges                                   | 1984                                             | Àliga de Sitges                                                   | «341».                                           |
| Àliga del Vendrell                              | Àliga                                  | El Vendrell                              | 23 de Juliol de 2013                             |                                                                   | ( Arxivat 2016-03-06 a Wayback Machine.)         |
| Àliga Petita de Sitges                          | Àliga coronada de foc                  | Sitges                                   |                                                  |                                                                   | «443».                                           |
| Badalot, drac de l'Arboç                        | Drac tricèfal                          | L'Arboç                                  | 1993                                             |                                                                   | «254».                                           |
| Ballarica                                       | Gallina                                | Vilafranca del Penedès                   |                                                  | Ballarica                                                         | «197».                                           |
| Barrina, drac petit de la Geltrú                | Drac                                   | Vilanova i la Geltrú                     |                                                  |                                                                   | «255».                                           |
| Bessons de la Geltrú                            | Drac                                   | Vilanova i la Geltrú                     |                                                  |                                                                   | «385».                                           |
| Bou de Canyelles                                | Bou                                    | Canyelles                                |                                                  |                                                                   | «387».                                           |
| Borinot de Foc del Vendrell                     | Insecte                                | El Vendrell                              | 2011                                             |                                                                   | «30».                                            |
| Cavallets de Sitges                             | Cavallets                              | Sitges                                   |                                                  |                                                                   | «347».                                           |
| Ceps infantils de Sant Sadurní d'Anoia          | Capgròs                                | Sant Sadurní d'Anoia                     | 2005                                             |                                                                   | «249».                                           |
| Ceps malalts de Sant Sadurní d'Anoia            | Capgròs                                | Sant Sadurní d'Anoia                     | 1982                                             |                                                                   | «193».                                           |
| Cérvol de Gelida                                | Capgròs                                | Gelida                                   | 2011                                             |                                                                   |                                                  |
| Cotonines de Vilafranca del Penedès             | Cavallets                              | Vilafranca del Penedès                   |                                                  |                                                                   | «25».                                            |
| Dona d'aigua                                    | Figura mitològica                      | Bellvei                                  |                                                  |                                                                   | «337».                                           |
| Drac Caramot                                    | Drac gegant                            | El Vendrell                              |                                                  |                                                                   | «34».                                            |
| Drac de Banyeres del Penedès                    | Drac                                   | Banyeres del Penedès                     |                                                  |                                                                   | «50».                                            |
| Drac de Bellvei                                 | Drac                                   | Bellvei                                  |                                                  |                                                                   | «406».                                           |
| Drac de Castellví                               | Drac                                   | Castellví de la Marca                    |                                                  |                                                                   | «96».                                            |
| Drac de Cunit                                   | Drac tricèfal                          | Cunit                                    |                                                  |                                                                   | «444».                                           |
| Drac de foc el Cabrot                           | Drac                                   | El Vendrell                              |                                                  |                                                                   | «33».                                            |
| Drac de Gelida                                  | Drac                                   | Gelida                                   | 2008                                             |                                                                   | [ 18 ]                                           |
| Drac Foxi                                       | Drac                                   | Torrelles de Foix                        | 2007                                             |                                                                   |                                                  |
| Drac de l' Agrupació                            | Drac                                   | Vilafranca del Penedès                   | 1999                                             | Drac de l' Agrupació                                              | «177».                                           |
| Drac de la Font del Xum                         | Drac                                   | Canyelles                                |                                                  |                                                                   | «447».                                           |
| Drac de la Geltrú                               | Drac                                   | Vilanova i la Geltrú                     | 2003                                             | Drac de La Geltrú                                                 | «191».                                           |
| Drac de la Geltrú.Tigre.                        | Drac                                   | Vilanova i la Geltrú                     | 1978                                             |                                                                   | [ 20 ]                                           |
| Drac de la Gornal                               | Drac de dos caps o més                 | La Gornal                                |                                                  |                                                                   | «206».                                           |
| Drac de La Múnia                                | Drac                                   | La Múnia                                 |                                                  |                                                                   | «348».                                           |
| Drac de Llorenç del Penedès                     | Drac                                   | Llorenç del Penedès                      |                                                  |                                                                   | «346».                                           |
| Drac de Moja                                    | Drac                                   | Moja                                     |                                                  |                                                                   | «38».                                            |
| Drac de Sant Jaume del Domenys                  | Drac                                   | Sant Jaume dels Domenys                  |                                                  |                                                                   | «291».                                           |
| Drac de Sant Martí Sarroca                      | Drac                                   | Sant Martí Sarroca                       |                                                  |                                                                   | «440».                                           |
| Drac de Sant Quintí de Mediona                  | Drac                                   | Sant Quintí de Mediona                   |                                                  |                                                                   | «106».                                           |
| Drac de Sitges "La Fera Foguera"                | Bèstia popular, festiva i de foc       | Sitges                                   | 1922                                             | Drac de Sitges "La Fera Foguera"                                  | «319».                                           |
| Drac de tres caps de Sant Pere de Ribes         | Drac                                   | Sant Pere de Ribes                       | 1972 original, rèplica fibra de vidre al 1992    | Drac de tres caps de Sant Pere de Ribes                           |                                                  |
| Drac de Vilafranca del Penedès                  | Drac                                   | Vilafranca del Penedès                   | 1600                                             | Drac de Vilafranca del Penedès                                    | «187».                                           |
| Drac de Vilanova i la Geltrú                    | Drac                                   | Vilanova i la Geltrú                     | 1779 / 1948 / 1991                               | Drac de Vilanova i la Geltrú                                      | «89».                                            |
| Drac del Torrent de Calç Deux                   | Drac                                   | Canyelles                                |                                                  |                                                                   | «388».                                           |
| Drac dels Monjos                                | Drac                                   | Els Monjos                               |                                                  |                                                                   | «242».                                           |
| Drac El Sanabrot                                | Drac                                   | La Ràpita (Santa Margarida i els Monjos) |                                                  |                                                                   | «344».                                           |
| Drac El Tallot                                  | Drac                                   | El Vendrell                              |                                                  |                                                                   | «359».                                           |
| Drac Escurcerot de l'Ordal                      | Drac                                   | Ordal                                    |                                                  |                                                                   | «53».                                            |
| Drac Font del Bosc                              | Drac                                   | Canyelles                                |                                                  |                                                                   | «389».                                           |
| Drac Llengot                                    | Drac vertical                          | Sant Llorenç d'Hortons                   |                                                  |                                                                   | «146».                                           |
| Drac Llitrus                                    | Drac                                   | Sitges                                   |                                                  |                                                                   | «392».                                           |
| Drac Magnafoc                                   | Drac                                   | Vilobí del Penedès                       |                                                  |                                                                   | «47».                                            |
| Drac Miserach                                   | Drac                                   | Sant Pau d'Ordal                         |                                                  |                                                                   | «292».                                           |
| Drac Parellot                                   | Drac                                   | Santa Fe del Penedès                     |                                                  |                                                                   | «13».                                            |
| Drac Petit de Sitges                            | Drac                                   | Sitges                                   |                                                  |                                                                   | «320».                                           |
| Drac Viagrot                                    | Drac                                   | Cubelles                                 |                                                  |                                                                   | «189».                                           |
| Draga                                           | Drac                                   | Cubelles                                 |                                                  |                                                                   | «302».                                           |
| Draga de Cunit                                  | Drac                                   | Cunit                                    |                                                  |                                                                   | «284».                                           |
| Dragona de les Roquetes                         | Drac                                   | Les Roquetes                             |                                                  |                                                                   | «241».                                           |
| Duc de Les Roquetes del Garraf                  | Mussol                                 | Les Roquetes del Garraf                  |                                                  |                                                                   | «423».                                           |
| Ferafoc                                         | Hipògrif                               | Sant Quintí de Mediona                   |                                                  |                                                                   | «442».                                           |
| Fil·loxera de Sant Sadurní d'Anoia              | Insecte                                | Sant Sadurní d'Anoia                     | 1981                                             |                                                                   | «21».                                            |
| Fil·loxera infantil de Sant Sadurní d'Anoia     | Insecte                                | Sant Sadurní d'Anoia                     | 1993                                             |                                                                   | «23».                                            |
| Fil·loxeretes de Sant Sadurní d'Anoia           | Insecte                                | Sant Sadurní d'Anoia                     | 1987                                             |                                                                   | «22».                                            |
| Fil·loxeretes infantils de Sant Sadurní d'Anoia | Insecte                                | Sant Sadurní d'Anoia                     | 2002                                             |                                                                   | «194».                                           |
| Fura del Penedès                                | Fura                                   | Vilafranca del Penedès                   |                                                  |                                                                   | «128».                                           |
| Gallet Tomaset                                  | Gall del Penedès                       | Vilafranca del Penedès                   |                                                  |                                                                   | «376».                                           |
| Malaganya                                       | Gegant-monstre de foc                  | Sant Llorenç d'Hortons                   |                                                  |                                                                   | «147».                                           |
| Mulassa Feixuga del Vendrell                    | Mulassa                                | El Vendrell                              |                                                  |                                                                   | «73».                                            |
| Mulassa La Boja                                 | Mulassa                                | Vilanova i la Geltrú                     |                                                  |                                                                   | «86».                                            |
| Mulassa La Cabreta                              | Mulassa                                | Vilanova i la Geltrú                     |                                                  |                                                                   | «88».                                            |
| Mulassa La Presumida                            | Mulassa                                | Vilanova i la Geltrú                     |                                                  |                                                                   | «87».                                            |
| Nyctalus Albinyanensis                          | Bèstia de foc                          | Albinyana                                |                                                  |                                                                   | «417».                                           |
| Pastor Jaume i les ovelles                      | Ovelles                                | Bellvei                                  |                                                  |                                                                   | «338».                                           |
| Peix Carpa Juanita i Porró                      | Peix                                   | Vilanova i la Geltrú                     | 1985                                             |                                                                   | «248».                                           |
| Les 4 Puces de Caramot                          | Drac                                   | El Vendrell                              | 1999-2000                                        |                                                                   | «303».                                           |
| Quintifoc                                       | Drac                                   | Sant Quintí de Mediona                   |                                                  |                                                                   | «427».                                           |
| Ruc de la Granada                               | Ruc                                    | La Granada                               |                                                  |                                                                   | «93».                                            |
| Ruc Garot                                       | Ruc                                    | L'Arboç                                  |                                                  |                                                                   | «118».                                           |
| Ruc petit de la Granada                         | Ruc                                    | La Granada                               |                                                  |                                                                   | «94».                                            |
| Serpent del Castellot                           | Drac serpentiformes                    | Guardiola de Font-rubí                   |                                                  |                                                                   | «196».                                           |
| Sexot de Sant Cugat Sesgarrigues                | Cuca fera                              | Sant Cugat Sesgarrigues                  |                                                  |                                                                   | «46».                                            |
| Tigre Drac de la Geltrú                         | Drac                                   | Vilanova i la Geltrú                     |                                                  |                                                                   | «12».                                            |
| Tomasot                                         | Gall del Penedès                       | Vilafranca del Penedès                   |                                                  | Tomasot                                                           | «198».                                           |
| Unicorn de Sant Llorenç d'Hortons               | Figura mitològica                      | Sant Llorenç d'Hortons                   |                                                  |                                                                   | «148».                                           |
| Víbria del Vendrell                             | Víbria                                 | El Vendrell                              |                                                  |                                                                   | «446».                                           |
| Víbria voladora Llacunalba                      | Víbria                                 | Canyelles                                |                                                  |                                                                   | «386».                                           |
| Comarques de Girona                             |                                        |                                          |                                                  |                                                                   |                                                  |
| Nom                                             | Gènere/espècie                         | Localitat                                | Antiguitat                                       | Foto                                                              | Fitxa                                            |
| Bou de Figueres                                 | Bou                                    | Figueres                                 | 1997                                             |                                                                   | «144».                                           |
| Cavall de foc de Llívia                         | Cavalls                                | Llívia                                   | 2000                                             |                                                                   | «228».                                           |
| Cavallets de Llívia                             | Cavallets                              | Llívia                                   | 2001                                             |                                                                   | «226».                                           |
| Drac de Dracs de la Bisbal d'Empordà            | Drac                                   | La Bisbal d'Empordà                      | 1983                                             |                                                                   | «55».                                            |
| Drac de la Bisbal d'Empordà (rèplica)           | Drac                                   | La Bisbal d'Empordà                      | 1995                                             |                                                                   | «54».                                            |
| Drac El Sense Nom                               | Drac                                   | Banyoles                                 | 1999                                             |                                                                   | «121».                                           |
| Drac la Revolta                                 | Drac                                   | Figueres                                 | 1999                                             |                                                                   | «324».                                           |
| Ós de Llívia                                    | Ós                                     | Llívia                                   | 2003                                             |                                                                   | «230».                                           |
| Voltor de la Bisbal d'Empordà                   | Voltor                                 | La Bisbal d'Empordà                      | 2008                                             |                                                                   | «411».                                           |
| Voltora                                         | Aus                                    | La Bisbal d'Empordà                      | 2010                                             |                                                                   | «438».                                           |
| Voltorets i Voltoretes                          | Aus                                    | La Bisbal d'Empordà                      | 2010                                             |                                                                   | «439».                                           |
| Àliga de la Bisbal d'Empordà                    | Au protocol·laria                      | La Bisbal d'Empordà                      | 1619 (primera referència històrica) rèplica 1997 |                                                                   |                                                  |
| Lleida                                          |                                        |                                          |                                                  |                                                                   |                                                  |
| Nom                                             | Gènere/espècie                         | Localitat                                | Antiguitat                                       | Foto                                                              | Fitxa                                            |
| Àliga de la Ciutat de Lleida                    | Àliga                                  | Lleida                                   | 2001                                             | Àliga de la Ciutat de Lleida                                      | «143».                                           |
| Àliga de Tàrrega                                | Àliga                                  | Tàrrega                                  | 2007                                             | Àliga de Tàrrega                                                  | «374».                                           |
| L'Home de la Barra                              | Personatge                             | Tàrrega                                  | 1880                                             |                                                                   | [ 26 ]                                           |
| Cavallets de Tàrrega                            | Cavallets                              | Tàrrega                                  | 2013                                             |                                                                   | [ 27 ]                                           |
| Cavallets del Patronat del Corpus de Lleida     | Cavallets                              | Lleida                                   | 2005                                             | Cavallets del Patronat del Corpus de Lleida                       | «256».                                           |
| Griu d'Artesa de Lleida                         | Griu                                   | Artesa de Lleida                         | 2005/6                                           | Griu d'Artesa de Lleida                                           | «322».                                           |
| Lleó de Lleida                                  | Lleó                                   | Lleida                                   | 2008                                             | Lleó de Lleida                                                    |                                                  |
| Lo Tossino                                      | Porc                                   | Tàrrega                                  | 2011                                             | Lo Tossino                                                        | «449».                                           |
| Marraco                                         | Drac                                   | Lleida                                   | 1907                                             | Marraco                                                           | «364».                                           |
| Lo Drac Carrincló                               | Drac                                   | Lleida                                   | 2013                                             |                                                                   |                                                  |
| Marraquets                                      | Drac                                   | Lleida                                   |                                                  |                                                                   |                                                  |
| Massaporc de Montclar                           | Senglar                                | Montclar d'Urgell                        | 2013                                             | Massaporc de Montclar                                             |                                                  |
| Puput d'Alcarràs                                | Ocell                                  | Alcarràs                                 | 2000                                             |                                                                   | «382».                                           |
| Cuca de Cervera                                 | Cuca llarga de foc                     | Cervera                                  | 1978                                             |                                                                   | «117».                                           |
| Cuca Matraca de Cervera                         | Cuca petita de foc                     | Cervera                                  | 1983                                             |                                                                   | «116».                                           |
| Drac Aimeric                                    | Drac                                   | Sant Antolí (Ribera d'Ondara)            | 2008                                             |                                                                   | «434».                                           |
| Drac Lo Carranco Bilandó                        | Drac                                   | Cervera                                  | 2001                                             |                                                                   | «114».                                           |
| Drac Polla de Cervera                           | Drac                                   | Cervera                                  | 1983                                             |                                                                   | «115».                                           |
| Àliga de Cervera                                | Àliga                                  | Cervera                                  | 2013                                             |                                                                   | «462».                                           |
| Pirineu                                         |                                        |                                          |                                                  |                                                                   |                                                  |
| Quiquericoc                                     | Gall Fer                               | Esterri d'Àneu                           | 2008/9                                           |                                                                   | «437».                                           |
| Rosselló-Capcir                                 |                                        |                                          |                                                  |                                                                   |                                                  |
| Bou Roig Eloy (foc)                             | Bèstia de foc                          | Els Angles                               | 2004                                             |                                                                   | «330».                                           |
| Cavallets de la Joventut de Perpinyà            | Cavallets                              | Perpinyà                                 | 1974                                             |                                                                   | «365».                                           |
| Drac Hamlet                                     | Drac                                   | Bao                                      | 2006                                             |                                                                   | «323».                                           |
| Eloy el Bou Roig                                | Bou                                    | Els Angles                               | 2001                                             |                                                                   | «329».                                           |
| Gall                                            | Capgròs                                | Els Angles                               | 2002                                             |                                                                   | «328».                                           |
| Joan de l'os                                    | Ós                                     | Els Angles                               |                                                  |                                                                   | «326».                                           |
| Mules                                           | Cavallets                              | Els Angles                               | 2006                                             |                                                                   | «327».                                           |
| Terres de l'Ebre                                |                                        |                                          |                                                  |                                                                   |                                                  |
| Nom                                             | Gènere/espècie                         | Localitat                                | Antiguitat                                       | Foto                                                              | Fitxa                                            |
| Drac Golafre                                    | Drac                                   | Tortosa                                  | 1985                                             |                                                                   | «237».                                           |
| Grafus                                          | Bèstia popular, festiva i de foc       | Tortosa                                  | 2005                                             |                                                                   | «252».                                           |
| Hydracus                                        | Drac serpentiformes                    | Jesús - Tortosa                          | 2009                                             |                                                                   | «426».                                           |
|                                                 |                                        |                                          |                                                  |                                                                   |                                                  |
| Maresme                                         |                                        |                                          |                                                  |                                                                   |                                                  |
| Nom                                             | Gènere/espècie                         | Localitat                                | Antiguitat                                       | Foto                                                              | Fitxa                                            |
| Polseguera                                      | Porc                                   | Argentona                                | 2007-2008                                        |                                                                   |                                                  |
| Llopa                                           | Llop                                   | Calella                                  | 2007                                             |                                                                   |                                                  |
| Novina                                          | Figura mitològica                      | El Masnou                                | 2019                                             |                                                                   |                                                  |
| Àliga de Mataró                                 | Àliga                                  | Mataró                                   | 1987                                             |                                                                   |                                                  |
| Maxtord                                         | Ocell (Tord)                           | Tordera                                  | 2018                                             |                                                                   |                                                  |
| Momerota                                        | Bou                                    | Mataró                                   | 1979                                             |                                                                   |                                                  |
| Momeroteta                                      | Bou petit                              | Mataró                                   | 1982                                             |                                                                   |                                                  |
| Drac                                            | Drac                                   | Mataró                                   | 1991                                             |                                                                   |                                                  |
| Dragalió                                        | Drac petit                             | Mataró                                   | 2007                                             |                                                                   |                                                  |
| Cavallets                                       | Cavallets                              | Mataró                                   | 1992                                             |                                                                   |                                                  |
| Cavallets Petits                                |                                        | Mataró                                   |                                                  |                                                                   |                                                  |
| Basilisc                                        |                                        | Mataró                                   | 2014                                             |                                                                   |                                                  |
| Mulassa                                         |                                        | Mataró                                   | 2018                                             |                                                                   |                                                  |
| Godrac                                          |                                        | Mataró                                   |                                                  |                                                                   |                                                  |
| Gafarró                                         | Aus                                    | Premià de Mar                            | 2006                                             |                                                                   |                                                  |
| Batraci                                         |                                        | Teià                                     | 2017                                             |                                                                   |                                                  |
| Ase                                             |                                        | Vilassar de Mar                          |                                                  |                                                                   |                                                  |
| Vallès                                          |                                        |                                          |                                                  |                                                                   |                                                  |
| Nom                                             | Gènere/espècie                         | Localitat                                | Antiguitat                                       | Foto                                                              | Fitxa                                            |
| Antonot, drac de Sabadell                       | Drac                                   | Sabadell                                 | 1985                                             |                                                                   | «142».                                           |
| Bèstia de Parets                                | Bèstia de foc                          | Parets del Vallès                        | 2005                                             |                                                                   | «390».                                           |
| Bitxo del Torrent Mitger de Terrassa            | Bitxo                                  | Terrassa                                 | 1985                                             | Bitxo del Torrent Mitger                                          | «122».                                           |
| Bous de Canovelles                              | Bou                                    | Canovelles                               | 1998                                             |                                                                   | «353».                                           |
| Bous embolats                                   | Toro                                   | Granollers                               | 1983                                             |                                                                   | «264».                                           |
| Cabra de Sabadell                               | Cabra                                  | Sabadell                                 | 2005                                             |                                                                   | «407».                                           |
| Cabró de les Franqueses                         | Cabra                                  | Les Franqueses del Vallès                | 2005                                             |                                                                   | «369».                                           |
| Cavall Bitru                                    | Cavalls                                | Parets del Vallès                        | 1998                                             |                                                                   | «111».                                           |
| Cavallet Bailo                                  | Cavallet i Capgròs                     | Granollers                               | 1991                                             |                                                                   | «263».                                           |
| Colom                                           | Colom                                  | Granollers                               | 1982                                             |                                                                   | «262».                                           |
| Corb Borni                                      | Corb                                   | Llinars del Vallès                       | 1997                                             |                                                                   | «373».                                           |
| Cuca de Castellbisbal                           | Cuca fera                              | Castellbisbal                            | 1978                                             |                                                                   | «123».                                           |
| Cuca japonesa del grup del Drac de Terrassa     | Cucafera                               | Terrassa                                 | 1984                                             | Cuca Japonesa del Drac de Terrassa                                | «85».                                            |
| Cuqueta de Castellbisbal                        | Cuca petita de foc                     | Castellbisbal                            | 1988                                             |                                                                   | «267».                                           |
| Drac Basser de Granollers                       | Drac                                   | Granollers                               | 1993                                             |                                                                   | «129».                                           |
| Drac Ceballot                                   | Drac                                   | Montornès del Vallès                     | 1994                                             | Drac Ceballot                                                     | «69».                                            |
| Drac de Granollers                              | Drac de dos caps o més                 | Granollers                               | 1990                                             |                                                                   | «207».                                           |
| Drac de Terrassa                                | Drac                                   | Terrassa                                 | 1981                                             | Drac de Terrassa                                                  | «83».                                            |
| Drac de Vacarisses                              | Drac                                   | Vacarisses                               | 1985                                             |                                                                   | «119».                                           |
| Drac de Vilardell                               | Drac                                   | Sant Celoni                              | 1989                                             |                                                                   | «202».                                           |
| Drac infantil de Terrassa                       | Drac                                   | Terrassa                                 | 1998                                             | Drac infantil de Terrassa                                         | «84».                                            |
| Drac Pepa de Santa Perpètua                     | Drac                                   | Santa Perpètua de Mogoda                 | 2007                                             |                                                                   | «358».                                           |
| Drac petit de Granollers                        | Drac tricèfal                          | Granollers                               | 2001                                             |                                                                   | «52».                                            |
| Drac Baluk Astharot                             | Drac                                   | Terrassa                                 | 1993                                             | Drac Baluk Astharot                                               |                                                  |
| Draguets (dragonets dels Blaus)                 | Drac                                   | Granollers                               | 1996                                             |                                                                   | «261».                                           |
| El Pilós                                        | Senglar                                | Rubí                                     | 2004                                             |                                                                   |                                                  |
| Estinfàlida xica                                | Bèstia popular, festiva i de foc       | Vacarrisses                              | 2011                                             |                                                                   | «441».                                           |
| Foc i Forca, dragonets de Sabadell              | Drac                                   | Sabadell                                 | 2010                                             |                                                                   | «430».                                           |
| Gall de Parets del Vallès                       | Gall                                   | Parets del Vallès                        | 1997                                             |                                                                   | «78».                                            |
| Godra, quimera de Caldes de Montbui             | Quimera                                | Caldes de Montbui                        | 2000                                             |                                                                   | «154».                                           |
| Gos Cancerber de Canovelles                     | Gos llebrer amb tres caps i cinc serps | Canovelles                               | 2003                                             |                                                                   | «200».                                           |
| Gralla de foc dels Blaus                        | Gralla                                 | Granollers                               | 1993                                             |                                                                   | «259».                                           |
| Gralla Guspira                                  | Gralla                                 | Granollers                               | 2002                                             |                                                                   | «130».                                           |
| Gripau de les Bruixes del Nord                  | Gripau                                 | Sabadell                                 | 2012                                             |                                                                   | «458».                                           |
| Guita dels Blaus                                | Mula - Guita                           | Granollers                               | 1987                                             |                                                                   | «258».                                           |
| Joan                                            | Drac                                   | Montcada i Reixac                        | 1988                                             |                                                                   | «431».                                           |
| Martineta                                       | Gat mesquer                            | Cerdanyola del Vallès                    | 2005                                             |                                                                   | «182».                                           |
| Moll Fer                                        | Bèstia de foc                          | Mollet del Vallès                        | 2009                                             |                                                                   | «420».                                           |
| Pàjara de Terrassa                              | Figura mitològica                      | Terrassa                                 | 1983                                             | Pàjara de Terrassa                                                | «124».                                           |
| Papallona de Sant Pere                          | Insecte                                | Terrassa                                 | 1992                                             | Papallona de Sant Pere                                            | «357».                                           |
| Poll Foll                                       | Aviram                                 | Ripollet                                 | 1999                                             | Poll Foll de Ripollet                                             | «109».                                           |
| Ramat d'ovelles de Canovelles                   | Ovelles                                | Canovelles                               | 2004                                             |                                                                   | «133».                                           |
| Ruc-Unicorn Burricorni                          | Figura mitològica                      | Canovelles                               | 2006                                             |                                                                   | «354».                                           |
| Trumbot de Viladecavalls                        | Cavall de dos caps                     | Viladecavalls                            | 1999                                             |                                                                   | «35».                                            |
| Vaca Divina                                     | Vaca                                   | Granollers                               | 1998                                             |                                                                   | «384».                                           |
| Vaca Xula                                       | Vaca                                   | Vacarisses                               | 1992                                             |                                                                   | «233».                                           |
| Víbria Ciril·la                                 | Víbria                                 | Canovelles                               | 1994                                             |                                                                   | «355».                                           |